# عدنان درجال

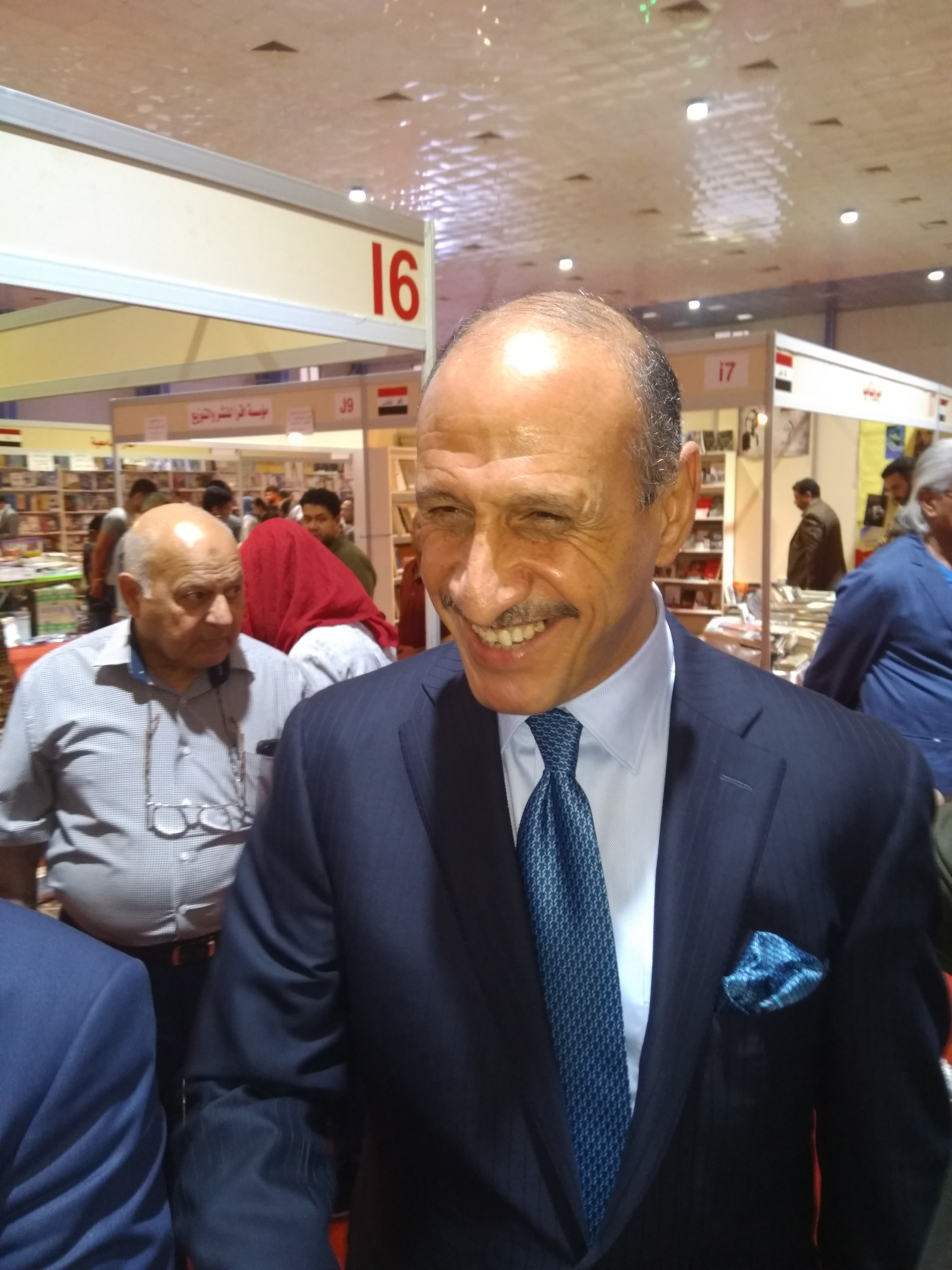
عدنان درجال في معرض كتاب بغداد الدولي في نيسان 2018.

عدنان درجال مطر جاسم لاعب كرة قدم ومدرب عراقي. ورئيس الاتحاد العراقي لكرة القدم ووزير الشباب والرياضة ووزير الثقافة وكالة في حكومة مصطفى الكاظمي. وعضو الاتحاد الآسيوي ممثلاً عن منطقةِ غرب آسيا منذ 26 كانون الثاني سنة 2023.

## مشاركاته
يعتبر اللاعب عدنان درجال صاحب الارقام القياسية من حيث المشاركات، حيث انه أكثر لاعب شارك في الألعاب الأولمبية وبجميع المباريات العشرة التي خاضها منتخب العراق في الثلاث المرات التي تاهل لها، وهو كذلك أكثر لاعب عراقي اشترك في دورات الخليج اعوام (1979 – 1982 – 1984 – 1988 - 1990) وحصل خلالها على ثلاث القاب واشترك ب 22 مباراة في هذه البطولة وكان كابتن المنتخب في عام 1988 ، كذلك استطاع الفوز بلقب الدوري العراقي 6 مرات (نادي الزوراء 1979 - نادي الطلبة 1981 - 1982 - نادي الرشيد 1987 - 1988 - 1989)، وبطولة الكأس 4 مرات أعوام (1979 - 1981 - 1987 - 1988) وبطولة الاندية العربية 3 مرات أعوام (1987 - 1988 - 1989).

## المسيرة التدريبية
واستلم بعدها تدريب منتخب العراق ويومها كان اصغر مدرب درب منتخب العراق بعمر يقارب 32 عام وكان ذلك عام 1992 وتمثل فترته واحدة من اصغر فترات مدربي منتخب العراق الكروية وهي سنة ونصف تقريبا شارك منتخب العراق يومها ما يقارب 20 مباراة انتهت اربع منها بالخسارة وخمس تعادلات وإحدى عشر مباراة بالفوز.

### مشاركات منتخب العراق
استلم عدنان درجال تدريب المنتخب العراقي في مرحلة صعبة عاشها العراق بسبب الحصار الاقتصادي والرياضي على العراق بسبب غزوه للكويت، حيث كانت القرارات الصادرة من اتحاد الكرة الآسيوي تتخذ سياسة الأقصاء ضد العراق، مما أبعد المنتخب العراقي عن المشاركة في أي محفل آسيوي أو خليجي أو عربي، ولكن عدنان درجال عمل جاهداً لاظهار المنتخب جيدا خلال تلك الفترة الصعبة وكان ذلك بمساعدة مساعديه الذين قام باختيارهم بنفسه، وهم حسين سعيد وفتاح نصيف.
واقتصرت المشاركة العراقية في تلك الفترة على عدد من المباريات والبطولات الودية التي خاضها منتخب العراق في عدد من الدول ومنها الأردن واليمن والسودان، وكان أول مباراة للمنتخب العراقي تحت قيادته مع المنتخب اليمني في صنعاء وأنتهت بفوز اليمن بهدف وحيد.
أما المباراة الثانية فقد كانت في الخرطوم مع نادي الهلال السوداني وانتهت المباراة برباعية نظيفة لمنتخب العراق سجلها نعيم صدام (هدفين) وصباح جعير وأكرم عمانوئيل، ثم لعب مع نادي المريخ السوداني أيضا وانتهت المباراة بالتعادل بدون اهداف.
ثم شارك مع المنتخب العراقي في بطولة الأردن الودية في شهر اب 1992 وكان منتخب العراق في المجموعة الثانية حيث التقى في أولى مبارياته ضد المنتخب الإثيوبي في ملعب أربد. وحقق فيها منتخب العراق الفوز على المنتخب الإثيوبي بثلاثة عشر هدفا مقابل لاشئ. وكان ذلك أكبر فوز عراقي في تاريخه، سجل فيها أحمد راضي خمسة أهداف، وكلاً من سعد قيس وحبيب جعفر وليث حسين هدفين، وهدف واحد لكل من نعيم صدام، ومهدي كاظم، بينما ألغي هدف للاعب شرار حيدر. بعدها لعب منتخب العراق مباراته الثانية مع المنتخب الكونغولي وفاز عليه بثلاثة اهداف نظيفة سجلها أحمد راضي هدفين وهدف لنعيم صدام. ولاقى بعدها نادي وفاق سطيف الجزائري في مباراة رائعة تألق فيها النجم أكرم عمانوئيل الذي سجل ثلاثة اهداف (هاترك). وبذلك تاهل منتخب العراق على راس المجموعة الثانية لمقابلة ثاني المجموعة الأولى منتخب مولدوفا وفيها فاز العراق بهدف حبيب جعفر من تسديدة جميلة. ليتأهل إلى النهائي ويلاقي منتخب الأردن في عمان على ستاد الملك حسين بغياب سعد قيس وخسر المباراة بهدفين نظيفين جاءا في الشوط الثاني، فأحرز العراق المركز الثاني في البطولة بينما حصل أحمد راضي على لقب هداف البطولة.
وفي نفس العام منع منتخب العراق من المشاركة في بطولة الدورة الرياضية العربية السابعة لظروف سياسية ومنع دخول اراضي الدولة المستضيفه (سوريا).
بعدها لعب عدة مباريات ودية منها مع نادي روماني على ملعب الشعب، ومع منتخب كوريا الجنوبية في كوريا استعدادا لتصفيات كأس العالم وانتهت المباراة يومها بالتعادل حيث تقدم منتخب العراق بهدف الكابتن أحمد راضي وعادل الكوريين بالدقائق الأخيرة من المباراة، ثم التقى منتخب العراق مرة أخرى مع الدولة المضيفه ويومها سجل (ها سيوك جو) الهدف الأول للكوريين وعادل سعد عبد الحميد النتيجة بهدف من ضربة ركنية مباشرة استقرت في المرمى بعدها تقدمت كوريا مرة أخرى وعادل العراق عن طريق ضربة جزاء سجلها سعد قيس ببراعة لتنتهي المبارة على هذه النتيجة التعادل بين الفريقين.
ثم عسكر المنتخب في روسيا حيث خاض فيها عدد من اللقاءات مع الاندية الروسية حيث خسر مباراته الأولى ثلاثة واحد وتعادل في الثانية وخسر في الثالثة أربعة واحد مع نادي سبارتاك موسكو.
وبعد مدة طويلة عاد العراق إلى عضوية الاتحاد الآسيوي وشارك بتصفيات كأس العالم في الأردن والصين بقيادة المدرب عدنان درجال ومساعديه يحيى علوان وفتاح نصيف، وفي المباراة الأولى التقى مع منتخب الأردن وكانت مباراة قوية جدا، ابتدأت الأردن التسجيل بواسطة جريس تادرس وجاء هدف التعادل للعراق بواسطة البديل منذر خلف قبل نهاية الشوط الثاني لتنتهي المباراة بالتعادل (1-1).
وفي المباراة الثانية لعب العراق مع منتخب اليمن، أفتتح التسجيل بواسطة ليث حسين مسجلا اسرع هدف في التصفيات يومها في الدقيقة الثانية وعادل اليمنيين المباراة بواسطة عصام دريبان، ثم سجل علاء كاظم هدف ومهدي كاظم الهدف الثالث، تبعه الكابتن أحمد راضي هدفاً بكعبه مسجلا الهدف الرابع ثم جاء دور سعد قيس من ضربة جزاء ليسجل الهدف الخامس، وأختتم علاء كاظم المهرجان بهدف سادس، لتنتهي المباراة بفوز العراق على اليمن (6-1)
قاد عدنان درجال المباراة الثالثة في التصفيات كانت مع المنتخب الباكستاني ويومها انهالت على الحارس الباكستاني مالك خطار الاهداف، حيث افتتح التسجيل ليث حسين تلاه سعد قيس بالهدف الثاني ثم علاء كاظم بالهدف الثالث فالرابع لأحمد راضي ثم الخامس بواسطة سعد قيس ثم علاء كاظم بالسادس ومنذر خلف بالسابع ونعيم صدام بالثامن، لتنتهي تلك المباراة بفوز العراق على باكستان (8-0).
كانت المباراة الأهم في المجموعة مع الصين التي نجح فيها درجال بقيادة المنتخب العراقي بالفوز على المنتخب الصيني بواسطة هدف الكابتن أحمد راضي في الشوط الثاني ليتصدر منتخبنا المجموعة.
بعدها جرت الجولة الثانية في الصين وابتدأت بمباراة العراق والأردن من جديد أنتهت برباعية نظيفة للعراق سجل فيها ليث حسين ثلاثة أهداف متتالية بينما جاء الهدف الرابع بواسطة الكابتن العراقي أحمد راضي.
ثم التقى العراق بالمنتخب اليمني الذي كانت الثقة زائده عنده بعد فوز على الصين وتعادل مع الأردن وفوز على باكستان واحتلاله للمركز الثاني، كان الشوط الأول فيه شيء من الصعوبة إلا أن أحمد راضي سجل الهدف الأول للعراق قبل نهاية الشوط الأول بثواني، وفي الشوط الثاني سجل سعد قيس الهدف الثاني ثم جاء ليث حسين بالهدف الثالث لتنتهي المباراة بثلاثية عراقية نظيفه على اليمن.
جاءت المباراة السابعة للعراق امام باكستان التي شهدت تألق عراقي اخر رغم أنها شهدت اصابة أحمد راضي بخلع في الكتف، سجل راضي شنيشل أولى اهدافه الدولية كذلك شهدت المباراة تألق سعد قيس الذي ساهم بفوز منتخب العراق (4-0)
أما مباراة العراق مع الصين الأخيرة قام عدنان درجال بدفع جميع التشكيلة الاحتياطية للمنتخب العراقي، لأنها لم تكن سوى تحصيل حاصل حيث ضمن العراق التأهل بــ 13 نقطة كأول المجموعة، وفي تلك المباراة سجل أكرم عمانوئيل هدف العراق الأول، لكن المنتخب الصيني عادل النتيجة بهدف مثير للشك تلاه هدف اخر وطرد حارس المرمى العراقي عمر أحمد لاعتراضه على حكم المباراة، ولتنتهي المباراة بخسارة العراق أمام الصين (1-2)، وكانت تلك المباراة أول خسارة لعدنان درجال كمدرب في مباراة رسمية.
تأهل منتخب العراق للتصفيات النهائية لكأس العالم التي خاضها مع ستة منتخبات لعبت بنظام دوري من مجموعة واحدة، خسر فيها العراق مباراته العجيبة أمام كوريا الشمالية بنتيجة (2-3) بعدما تقدم بهدفين ولكن تغير مجرى المباراة بعد طرد الدافع العراقي سعد عبد الحميد، ليسجل الكوريين ثلاثة اهداف متتالية وهذه كانت النقطة السلبية الكبيرة في تدريب عدنان الدرجال الذي اقيل من التدريب بعد تلك المباراة الحزينة.

## عدنان درجال والمشاركات

### دورات الخليج
مشاركات عدنان درجال عديدة ولا تحصى فهو صاحب الارقام القياسية في المشاركات وان ابرزها كانت في بطولات الخليج حيث لعب مع منتخب العراق خمس دورات خليجية بدأت بالدورة الخامسة عام 1979 التي فاز العراق بلقبها، ثم بالدورة السادسة عام 1982 في الإمارات والتي شهدت انسحاب العراق لعدم ملاقاة الكويت باوامر رئاسية، ثم الدورة السابعة التي أقيمت بعمان عام 1984 التي كانت من نصيب العراق بعد لقاء فاصل مع منتخب قطر انتهى بضربات الجزاء، لم يشارك درجال في الدورة الثامنة عام 1986 لأن المنتخب العراقي الرديف هو من شارك حينها، وبعدها عاد للمشاركة والفوز بالدورة التاسعة عام 1988 التي أقيمت في السعودية، وفي الدورة العاشرة عام 1990 بالتحديد شارك أيضا وشهد انسحاب منتخبنا من البطولة أيضا بسبب مباراة العراق والإمارات التي طرد فيها عدنان درجال وأنتهت بنتيجة التعادل الإيجابي 2/2.

### الدورات الأولمبية
يعتبر عدنان درجال أكثر لاعب عراقي شارك في الدورات الأولمبية، التي تأهل لها العراق وشارك مباريات الأولمبيات الروسية التي كانت أغلب مباريات منتخب العراق في العاصمة الأوكرانية كييف، التي كانت لا تزال وقتها ضمن الاتحاد السوفيتي السابق، وفي دورها الأول مع كوستاريكا وفنلندا ويوغسلافيا وتأهل العراق حينها لدوري الربع نهائي وخسر امام ألمانيا الشرقية (0-4).

## إحصائيات

### الاهداف الدولية مع المنتخب
| #  | التاريخ       | المكان                               | الخصم   | عدد الاهدف | النتيجة | المناسبة               |
| -- | ------------- | ------------------------------------ | ------- | ---------- | ------- | ---------------------- |
| 1. | 25 آذار 1981  | ملعب الأمير محمد بن فهد، الرياض      | البحرين | 2–0        | 2–0     | تصفيات كأس العالم 1982 |
| 2. | 28 آذار 1984  | ملعب الشرطة السلطانية العمانية، مسقط | قطر     | 1–0        | 1–1     | كأس الخليج العربي 7    |
| 3. | 27 أيلول 1986 | ملعب ديغو، ديغو                      | تايلاند | 1–0        | 2–1     | الألعاب الآسيوية 1986  |

## الجوائز والإنجازات

### الجماعية
العراق
- كأس الخليج العربي (3): 1979، 1984، 1988

## روابط خارجية
- عدنان درجال على موقع الاتحاد الدولي (مؤرشف)  (الإنجليزية)
- عدنان درجال على موقع قاعدة بيانات كرة القدم.إي يو (الإنجليزية)
- عدنان درجال على موقع ناشيونال فوتبول تيمز (الإنجليزية)
- عدنان درجال على موقع عالم كرة القدم.نت (الإنجليزية)
- عدنان درجال على موقع أوليمبيديا (الإنجليزية)